# Evolvulus ericifolius
Evolvulus ericifolius är en vindeväxtart som beskrevs av Carl Friedrich Philipp von Martius och Franz von Paula Schrank. Evolvulus ericifolius ingår i släktet Evolvulus och familjen vindeväxter. Utöver nominatformen finns också underarten E. e. singuliflorus.